# Nordenstadt
Nordenstadt is een stadsdeel van Wiesbaden. Het ligt in het oosten van de stad. Met ongeveer 8.000 inwoners is Nordenstadt een van de middelgrote stadsdelen van Wiesbaden. Nordenstadt heeft een van de grootste bedrijventerreinen van Wiesbaden nabij de snelweg 66.
Nordenstadt is een voormalige gemeente die in januari 1977 deel werd van Wiesbaden. 
|  |